# Kimura Atsushi
Atsushi Kimura (sinh ngày 1 tháng 5 năm 1984) là một cầu thủ bóng đá người Nhật Bản.

## Sự nghiệp câu lạc bộ
Atsushi Kimura đã từng chơi cho Gamba Osaka.